# Concorso pianistico internazionale Géza Anda
Il Concorso pianistico internazionale Géza Anda (Concours Géza Anda) di Zurigo è un concorso musicale aperto a giovani pianisti di tutto il mondo. Intitolato alla memoria del grande pianista ungherese Géza Anda, fu fondato nel 1979 dalla sua vedova, Hortense Anda-Bührle. Viene organizzato ogni 3 anni a Zurigo, in Svizzera, città dove il pianista insegnò a lungo sino alla morte (avvenuta nel 1976).

I giovani pianisti vincitori del concorso per i tre anni successivi vengono supportati nella loro nascente carriera dalla Fondazione Géza Anda, che offre loro assistenza manageriale gratuita e procura loro un gran numero di ingaggi per concerti in importanti teatri e festival.

## Vincitori
| Ed. | Anno | Premio Primo                                                                          | Premio Secondo                            | Premio Terzo          |
| --- | ---- | ------------------------------------------------------------------------------------- | ----------------------------------------- | --------------------- |
| 1°  | 1979 | Georges Pludermacher                                                                  |                                           |                       |
| 2°  | 1982 | Heidrun Holtmann                                                                      | Hung-Kuan Chen                            | Laurent Cabasso       |
| 3°  | 1985 | (non c'erano)                                                                         | ex-æquo: Yukino Fujiwara e Hüseyin Sermet | Michael Endres        |
| 4°  | 1988 | Konstanze Eickhorst                                                                   | Yukino Fujiwara                           | Ricardo Castro        |
| 5°  | 1991 | Dénes Várjon                                                                          | Konstantin Scherbakov                     | Matthias Kirschnereit |
| 6°  | 1994 | Pietro De Maria                                                                       | Yoshiko Iwai                              | Luca Ballerini        |
| 7°  | 1997 | Corrado Rollero                                                                       | Roustem Saitkoulov                        | Yuka Imamine          |
| 8°  | 2000 | Filippo Gamba                                                                         | Henri Sigfridsson                         | Andrey Shibko         |
| 9°  | 2003 | Alexei Volodin                                                                        | Sergey Kuznetsov                          | Hisako Kawamura       |
| 9°  | 2003 | Premio Mozart–Schumann : Christoph Berner                                             |                                           |                       |
| 10° | 2006 | Sergey Koudriakov                                                                     | Nikolai Tokarev                           | Tomomi Okumura        |
| 11° | 2009 | Jinsang Lee                                                                           | Alexei Zuev                               | Tatiana Kolesova      |
| 11° | 2009 | Jinsang Lee ha vinto il Premio Mozart , il Premio del pubblico e il Premio Schumann . |                                           |                       |
| 12° | 2012 | Varvara Nepomnyashchaya                                                               | Dasol Kim                                 | Elmar Gasanov         |
| 13° | 2015 | Andrew Tyson                                                                          | Aleksandr Shaikin                         | Rolando Rolim         |
| 14° | 2018 | Claire Huangci                                                                        | Jong Hai Park                             | Sergey Tanin          |
| 15° | 2021 | Anton Gerzenberg                                                                      | Julian Trevelyan                          | Marek Kozák           |
| 15° | 2021 | Julian Trevelyan a vinto il Premio Mozart e il Premio del pubblico                    |                                           |                       |